# Lucy Fry

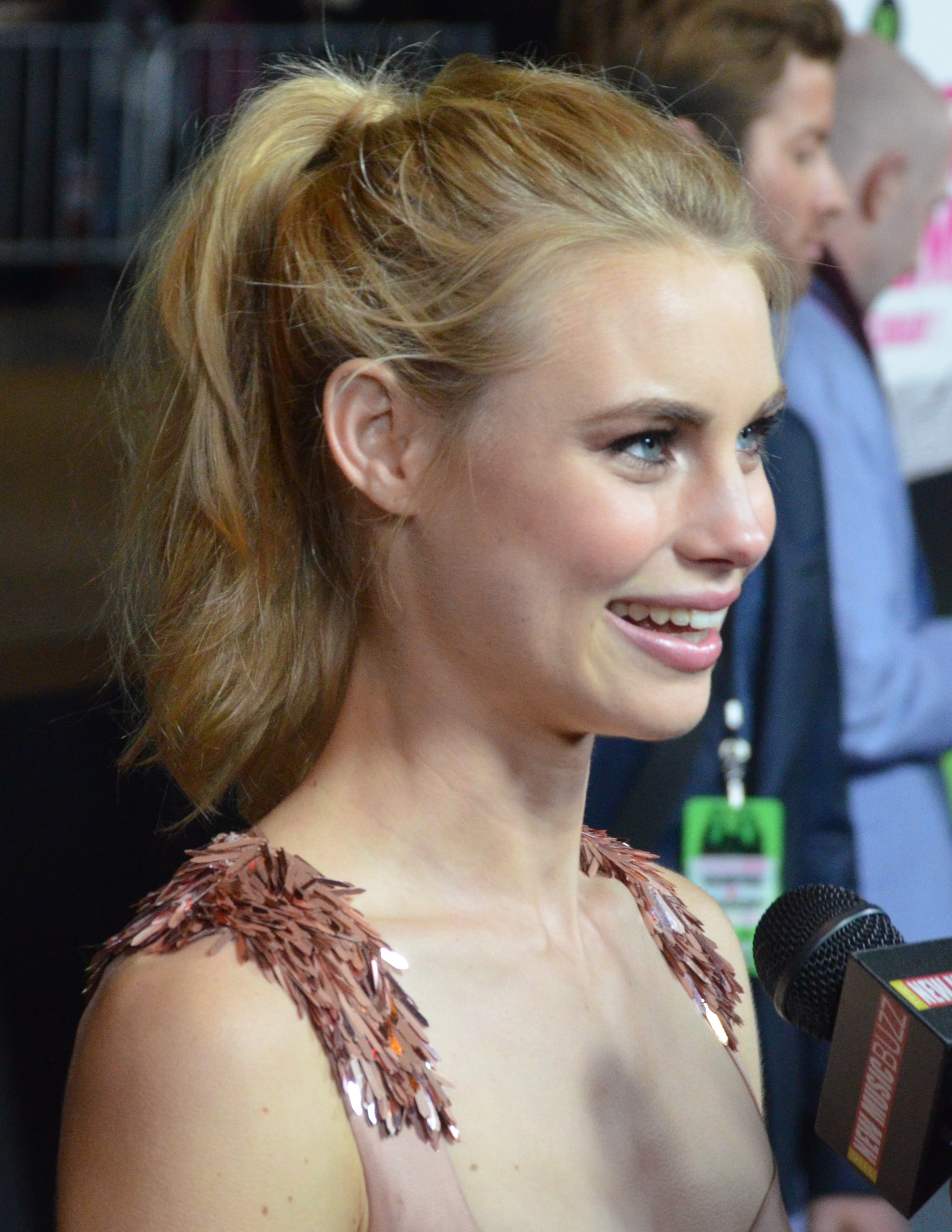
Lucy Fry år 2014.

Lucy Fry, född 13 mars 1992 i Wooloowin, Brisbane, är en australisk skådespelare. Hon är mest känd för sin roll som Vasilisa "Lissa" Dragomir i filmen Vampire Academy, men har även haft roller i andra serier och filmer.